# Sunan-guyŏk
Sunan-guyŏk (koreanska: 순안구역) är en kommun i Nordkorea.   Den ligger i provinsen Pyongyang, i den sydvästra delen av landet, 19 km norr om huvudstaden Pyongyang.